# Hoplidostylus argillatus
Hoplidostylus argillatus är en insektsart som beskrevs av Karsch 1893. Hoplidostylus argillatus ingår i släktet Hoplidostylus och familjen vårtbitare. Inga underarter finns listade i Catalogue of Life.